# Menace
Menace es un shooter con desplazamiento horizontal desarrollado por DMA Design y publicado por Psygnosis. Fue lanzado originalmente para Amiga en 1988, y fue portado para Atari ST, Commodore 64 y MS-DOS en 1989. El juego está ambientado en planeta de Draconia, donde los jugadores tienen la tarea de destruir los mecanismos de defensa del planeta para matar a las criaturas dañinas.
El juego fue diseñado por David Jones y fue el primer juego desarrollado por su empresa DMA Design. Desarrollado por primera vez en su habitación en la casa de sus padres, Jones comenzó a buscar un estudio de desarrollo y un editor oficial cuando el juego estaba a punto de completarse. Finalmente llegó a un acuerdo editorial con Psygnosis, quien publicó el juego por primera vez en 1988 con críticas positivas; se elogiaron los gráficos, el sonido y la jugabilidad del juego, mientras que las críticas se dirigieron a sus versiones de hardware inferior. El juego tuvo un éxito comercial y vendió más de 20,000 copias.

## Jugabilidad
El jugador controla un caza espacial alienígena, que avanza a través de seis etapas en el planeta Draconia para avanzar en el juego. Los jugadores usan el armamento de la nave (láseres y cañones) para atacar a todos los enemigos que avanzan, y derrotar al jefe del nivel: un guardián de Draconia. Los seis jefes actúan como mecanismos de defensa vivientes de Draconia: el planeta fue creado para habituar a criaturas espantosas y dañinas,  de las cuales hay más de sesenta, participar en tareas ilegales. En los niveles del juego, los jugadores descubren desechos espaciales, que pueden convertirse en mejoras para la nave. Aparecen los desechos como fichas y otorga a los jugadores armas y mejoras adicionales, como láseres, cañones y potencia mejorada de la nave y de las armas. La nave también tiene un escudo, que proporciona protección temporal contra los enemigos; El contacto con enemigos y paredes agota los escudos, aumentando la vulnerabilidad de los jugadores a la muerte.

## Desarrollo
DMA Design fue fundada en 1987 por David Jones, Russell Kay, Steve Hammond y Mike Dailly, en Dundee , Escocia. Originalmente trabajando bajo el nombre de Acme Software, comenzaron a desarrollar juegos para Commodore 64 y Amiga. Jones comenzó a desarrollar Menace bajo el título provisional CopperCon1, en su habitación en la casa de sus padres. Asistía al Instituto de Tecnología de Dundee En el momento. Para publicar el juego en 1988, Jones se acercó por primera vez a Hewson Consultants, donde Andrew Braybrook jugó el juego y se lo recomendó a Hewson. Cuando a Jones se le informó que Hewson quería que el juego fuera la "versión Amiga de Zynaps", se dio cuenta de que las ventas serían limitadas y se negó a firmar el contrato; a pesar de esto, Hewson ya había promocionado el juego en Popular Computing Weekly, antes de que se cerrara oficialmente el trato. Después de firmar un acuerdo editorial con Psygnosis, Acme Software pasó a llamarse DMA Design.
Tony Smith trabajó en algunos de los fondos y gráficos del juego, mientras Jones diseñó los niveles. Jones decidió que Menace fuera un lado. -Juego de desplazamiento después de jugar juegos arcade como Nemesis (1985) y R-Type (1987). Psygnosis no pudo decidir una preferencia por el diseño de la nave del jugador; como resultado, Smith a menudo rediseñaba la nave con muchas variaciones. El equipo encontró dificultades para trasladar el juego al Atari ST, debido a las limitaciones del hardware con un desplazamiento fluido. Brian "Biscuit" Watson, a quien el equipo conoció en un club de informática en 1984, descubrió una técnica para superar esta dificultad. Otras limitaciones incluyeron la menor cantidad de colores disponibles con el hardware; Smith adaptó sus diseños en consecuencia. Después de completar su propio juego, a Kay se le asignó la tarea de portar Menace a PC. Durante el desarrollo, el sonido los efectos fueron reemplazados temporalmente con los de Salamander (1986); Jones grabó los efectos de sonido del juego, mientras Hammond y Dailly jugaban. Antes de esto, los efectos de sonido temporales consistían en ruidos de Jones. Los efectos de sonido finales del juego fueron diseñados por el músico David Whittaker. La portada fue diseñada por Ian Craig. Al final del desarrollo, el juego se conocía como Draconia, antes de ser renombrado como Menace poco antes de su lanzamiento, al descubrir que otro juego tenía el mismo título.

## Recepción
El juego recibió críticas en su mayoría positivas de los críticos tras su lanzamiento, particularmente por su jugabilidad, diseño gráfico y sonido. Las críticas también se dirigieron a los puertos del juego y las limitaciones se encontraron con el hardware inferior. Jason Holborn de ST/Amiga Format escribió que el juego "ofrece la mejor acción arcade" en un juego de Amiga. El juego generó una cantidad considerable de dinero para DMA Design, permitiendo a la empresa desarrollar más juegos. El juego vendió 20,000 copias, según se informa, generó alrededor de £20,000.
Holborn de ST/Amiga Format calificó la jugabilidad como "excepcional" y "adictiva", afirmando que los jugadores quedarán "enganchados durante horas y horas". Ciaran Brennan de Computer and Video Games elogió su rejugabilidad y escribió que tiene "suficiente profundidad incorporada para que dure". Por el contrario, Kati Hamza de Zzap!64 escribió que la jugabilidad es "bastante pobre", no le gusta el ritmo y el diseño de niveles, y Maff Evans en la misma reseña lo calificó de "aburrido y poco gratificante", señalando la falta de emoción y recompensa.  The Games Machine condenó el "desplazamiento entrecortado" de la versión para PC, mientras que Rod Lawton de ACE calificó la jugabilidad de la versión Amiga como "obstinadamente de 8 bits".
Los gráficos del juego recibieron reacciones positivas. Lawton de ACE los llamó "atractivos", y Holborn de ST/Amiga Format los llamó "hermosamente revueltos el estómago", llamando a Menace " uno de los juegos mejor presentados disponibles". Mientras que Hamza de Zzap!64 sintió que la versión Amiga estaba "bendecida con buenos gráficos", escribió que la versión Commodore 64 tiene una "presentación sorprendentemente débil"; Evans también calificó los gráficos como "a medias". The Games Machine quedó decepcionado con los gráficos, identificando particularmente el color limitado. capacidades de la versión Atari ST.
Los críticos elogiaron el uso del sonido en el juego. Holborn de ST/Amiga Format elogió la apropiación de la banda sonora del juego, calificándola de "brillante" y escribió que el habla y los efectos de sonido del juego mejoran la sensación del mismo. The Games Machine comparó favorablemente la banda sonora con Xenon (1988), pero señaló que el los sonidos en la versión Atari ST son "menos claros", y los efectos de sonido de PC son "patéticos". Zzap!64 calificó la banda sonora como "normal" y escribió que los "patéticos efectos [de sonido] añaden poca atmósfera".